# Under Attack (album Galactic Warriors)
Under Attack – drugi, podwójny album studyjny chorwackiego projektu muzycznego Galactic Warriors, wydany w 2013. Kompozytorami wszystkich utworów byli Krunoslav Paic oraz Max Backes. Producentem wykonawczym był Marek Kołodyński z nowojorskiej wytwórni Space Sound Records. Album składał się z dwóch płyt. Pierwsza zawierała właściwy tytułowi, premierowy zestaw trzynastu utworów. Druga była kompaktową reedycją pierwszego albumu Galactic Warriors Return to Atlantis, pierwotnie opublikowanego w 2011 roku jako digital download. Autorem okładki płyty był Nicolas Bouvier.

## Spis utworów
CD1 - Under Attack
1. "Humanoid Battle" - 6:34
2. "Garden Of Venus" - 6:06
3. "Space Ranger" - 5:39
4. "Mars Express" - 5:25
5. "Voices From Polaris" - 6:00
6. "Mission Phoenix" - 5:39
7. "Star Breaker" - 5:41
8. "Return Of The Warrior" - 5:53
9. "Under Attack" - 5:06
10. "Cyber World" - 6:12
11. "Asian Revenge" - 6:20
12. "No Return" - 4:46
13. "Summer Nights" - 5:43

CD2 - Return to Atlantis
1. "Intro" - 1:42
2. "New Vision" - 6:08
3. "Rise Of The Robots" - 7:01
4. "Fields Of Glory" - 5:13
5. "Lost World" - 6:30
6. "Trans Electronique" - 5:35
7. "Return to Atlantis" - 4:47
8. "Rocket Attack" - 6:15
9. "Galactic Dream" - 7:01
10. "First Contact" - 6:19
11. "Overdrive" - 5:42
12. "Ghost Ship" - 7:42
13. "Space Patrol Orion" /remix/ - 6:07
14. "Outro" - 2:45

## Instrumentarium
- Roland Juno-106
- Roland JV 80
- Numark DM-1775A Digital Sampler
- Fruity Loops 10
- VSTi